# ماریا ترسا کابره
ماریا تِرِسا کابره (به اسپانیایی: Maria Teresa Cabré) (زادهٔ ۱۰ فوریهٔ ۱۹۴۷) زبان‌شناس و اصطلاح‌شناس اسپانیایی و استاد دانشگاه پُمپِئو فابرا در بارسلون است.